# Monty Python's Fliegender Zirkus
Il Monty Python's Fliegender Zirkus è uno speciale di due episodi dei Monty Python. Fu trasmesso in lingua tedesca nelle televisioni della Germania dell'ovest, nella località della Baviera. Il primo episodio fu trasmesso nel gennaio del 1972, mentre il secondo e ultimo episodio fu trasmesso nel dicembre dello stesso anno.

## Produzione
L'ultimo episodio fu trasmesso in lingua inglese con sottotitoli in tedesco a causa dell'accento: solo John Cleese e Michael Palin riuscivano a parlare un tedesco perfetto, mentre gli altri avevano dei problemi con la pronuncia dell'accento, soprattutto Terry Jones.
Cleese raccontò la realizzazione dello special con queste parole: "I tedeschi vennero da noi dicendo: "Guardate, non abbiamo senso dell'umorismo. Potete aiutarci?"".

## Sketch
In questo special ci sono molti sketch inediti come: Guglielmo Tell, Cappuccetto Rosso e Il mercante di Venezia. Solo La canzone del taglialegna era trasmessa anche nel Monty Python's Flying Circus.

## Lista degli episodi

### Episodio 1
(trasmesso il 3 gennaio 1972)
- An Introduction to Monty Python By Frau Newsreader Claudia Doren
- The Journey of The Olympic Flame
- Monty Python's Guide to Albrecht Dürer
- Anita Ekberg Sings Albrecht Dürer
- The Merchant of Venice as performed by a herd of cows
- Doctor Breeder
- Little Red Riding Hood
- Silly Olympics
- Stake Your Claim
- The Lumberjack Song with The Austrian Border Police
- The Bavarian Restaurant

### Episodio 2
(trasmesso il 18 dicembre 1972)
- William Tell
- Euro Sex Maniacs
- The Sycophancy Show
- Mouse Reserve/Fish Park
- Chicken Mining
- The Philosophers' Football Match
- Colin "Bomber" Harris vs. Colin "Bomber" Harris
- 10 Seconds of Sex
- I Want A Hearing Aid
- The Tale of Happy Valley (The Princess with The Wooden Teeth)

## Sketch perduti
Molte foto di "dietro le quinte" furono pubblicate nelle autobiografie dei membri e mostravano alcuni sketch tagliati dallo special:
- Una versione dello sketch Il consulente matrimoniale
- Uno sketch che mostrava un pifferaio (Graham Chapman) che suonava davanti a un'insegna tedesca
- Una versione dello sketch Sir Edward Ross
- Un finale alternativo del primo episodio